# Ренкін (Іллінойс)
Ренкін (англ. Rankin) — селище (англ. village) в США, в окрузі Вермільйон штату Іллінойс. Населення — 495 осіб (2020).

## Географія
Ренкін розташований за координатами 40°27′52″ пн. ш. 87°53′45″ зх. д. / 40.46444° пн. ш. 87.89583° зх. д. (40.464391, -87.895913).  За даними Бюро перепису населення США в 2010 році селище мало площу 1,50 км², уся площа — суходіл.

## Демографія
Згідно з переписом 2010 року, у селищі мешкала 561 особа в 226 домогосподарствах у складі 140 родин. Густота населення становила 374 особи/км².  Було 269 помешкань (179/км²).
Расовий склад населення:
| - 92,5 % — білих - 0,7 % — чорних або афроамериканців - 4,5 % — осіб інших рас |

До двох чи більше рас належало 2,3 %. Частка іспаномовних становила 7,0 % від усіх жителів.
За віковим діапазоном населення розподілялося таким чином: 28,0 % — особи молодші 18 років, 54,7 % — особи у віці 18—64 років, 17,3 % — особи у віці 65 років та старші. Медіана віку мешканця становила 37,9 року. На 100 осіб жіночої статі у селищі припадало 107,0 чоловіків;  на 100 жінок у віці від 18 років та старших — 102,0 чоловіків також старших 18 років.
Середній дохід на одне домашнє господарство  становив 48 907 доларів США (медіана — 35 833), а середній дохід на одну сім'ю — 62 770 доларів (медіана — 60 938). За межею бідності перебувало 28,8 % осіб, у тому числі 74,2 % дітей у віці до 18 років та 7,0 % осіб у віці 65 років та старших.
Цивільне працевлаштоване населення становило 168 осіб. Основні галузі зайнятості: освіта, охорона здоров'я та соціальна допомога — 27,4 %, виробництво — 15,5 %, оптова торгівля — 14,9 %.